# Czarnowska Górka
Czarnowska Górka – piaszczysta wydma śródlądowa o wysokości 31,1 m n.p.m. i około 20 metrów wysokości względnej ponad tereny zalewowe Warty objęte Parkiem Narodowym Ujście Warty (wierzchołek wzniesienia i wieża widokowa znajdują się już poza terenem parku).

## Flora i fauna

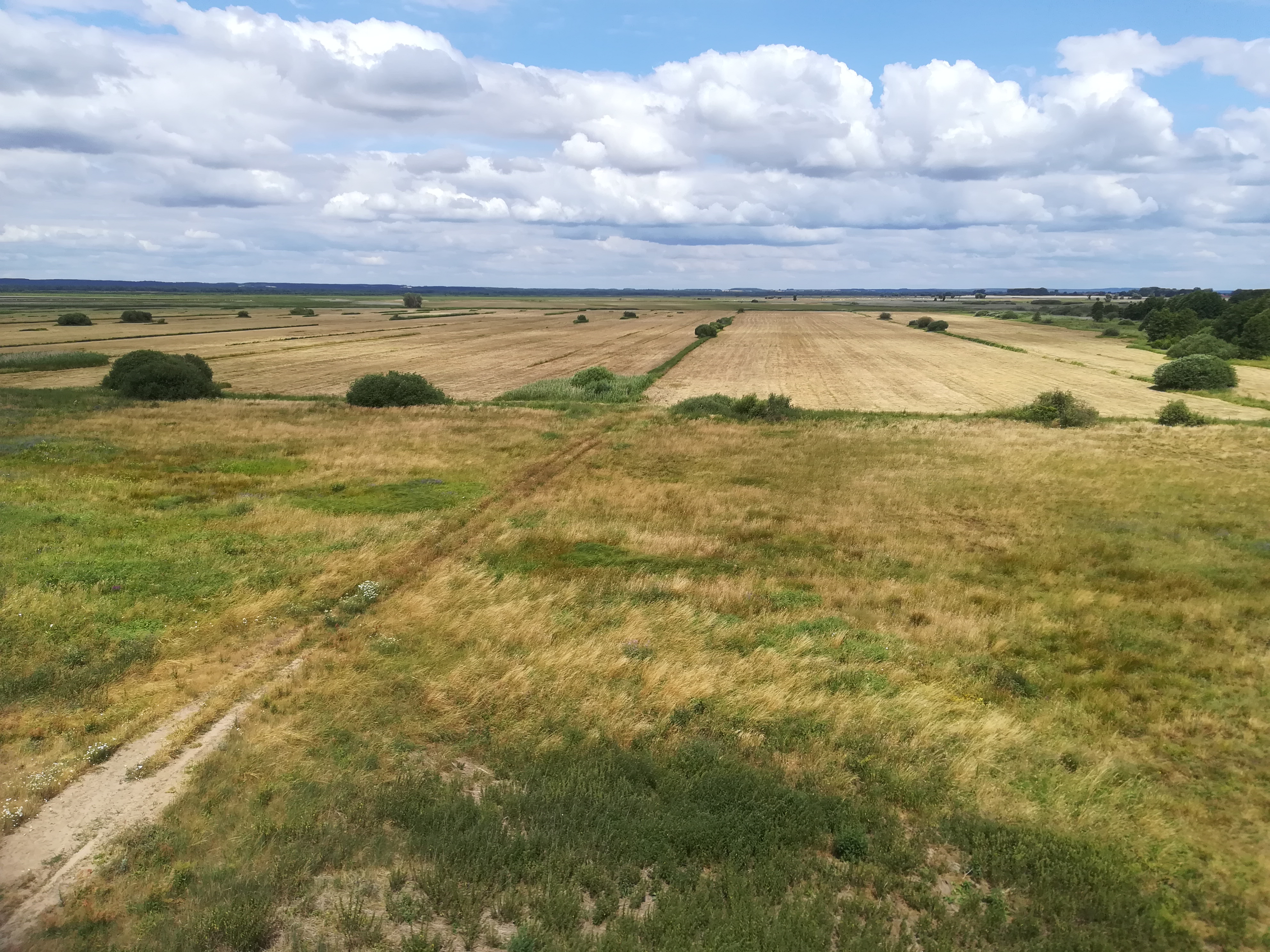
Widok na północ

Wydma ma specyficzne warunki glebowe. Jest piaszczystym wzniesieniem pośród podmokłych łąk, stanowiąc enklawę dla roślin i zwierząt związanych z piaszczystym podłożem o małej zawartości wody. Florę tego typu reprezentują tu m.in.: szczotlicha siwa, strzęplica sina, babka piaskowa, kocanki piaskowe, turzyca piaskowa, goździk piaskowy, goździk kartuzek, kostrzewa murawowa, a także sosna zwyczajna. Teren ten jest dobrym siedliskiem dla zwierząt kopiących nory i korytarze, np. borsuka, czy lisa. Żyje tu też jaszczurka zwinka (żywiąca się licznymi pasikonikami) oraz mrówkolew pospolity.
Górka jest miejscem licznie odwiedzanym przez miłośników i obserwatorów ptaków. Dla turystów wybudowano tu 16-metrowej wysokości wieżę widokową (w miejscu starszego, drewnianego obiektu). Jej najwyższy podest obserwacyjny jest zlokalizowany na wysokości 11 metrów. Pod wieżą umiejscowiono parking, toalety i miejsce odpoczynku z ławkami i stołami. Obiekt swoją konstrukcją nawiązuje do szachulcowej tradycji budowlanej najbliższych okolic. Wieża i ścieżka spacerowa na Polderze Północnym Warty zostały zbudowane w ramach projektu POIŚ.02.04.00-000124/16-00 Ochrona zagrożonych gatunków ptaków i siedlisk w Parku Narodowym "Ujście Warty" poprzez budowę terenowej infrastruktury edukacyjno - turystycznej. Projekt był dofinansowany z Funduszy Unii Europejskiej w ramach Programu Operacyjnego Infrastruktura i Środowisko na lata 2014-2020. Wartość projektu wyniosła 706 140,00 złotych.

## Turystyka
Przez Czarnowską Górkę przebiega droga krajowa nr 22 (wieża stoi po jej północnej stronie, a wierzchołek jest po południowej stronie). Odchodzi tu lokalna droga do Czarnowa. Przebiega tędy europejski szlak rowerowy R1, a także szlak rowerowy EuroVelo RV2.
W pobliżu wzniesienia znajdują się schrony piechoty i składy amunicji z okresu I wojny światowej.